# Хо-Урлюк
Хо-Урлю́к, Хо-Орлюк (калм. Хо Өрлөг; ум. 4 января 1644) — первый главный тайши калмыков, из торгутского рода Кереит, потомок Ван-хана, сын Зульзуган-Урлюка и внук Буйго-Урлюка, основатель калмыцкого государства в Нижнем Поволжье.

## Биография
Во второй половине XVI века ойратские племена (торгуты, хошуты, дербеты) начали продвижение из Западной Монголии в степи Казахстана и юга Западной Сибири. В 1604 году Хо-Урлюк кочевал в верховьях Иртыша. В 1606 году в Барабинской степи произошло первое боевое столкновение торгутов с русскими: был опустошен Тарский округ. В 1608 году послы Хо-Урлюка прибыли в Тару для переговоров с русскими властями. 14 февраля 1608 года калмыцкие послы были приняты в Москве царём Василием Шуйским.
В 1613 году Хо-Урлюк привёл своих торгутов к берегам верхнего Яика. В 1618 году отправил разведчиков, чтобы осмотреть берега Каспийского моря и Нижней Волги.
В 1628 году Хо-Урлюк, сопровождаемый шестью сыновьями, во главе орды торгутов и подвластных ему хошутов и дербетов, с 50 тысячью кибиток двинулся на запад. Не доходя низовий Яика, торгуты покорили и подчинили своей власти Джембойлукскую ногайскую орду, кочевавшую на реке Эмбе. В 1630 году Хо-Урлюк с главными силами подошёл к берегам Волги. В то же время торгуты безуспешно осаждали казацкие городки на Яике.
В 1633 году Хо-Урлюк подчинил себе Ногайскую Орду, переселил туда торгутов во главе со своим старшим сыном Шукур-Дайчином, а сам перекочевал на Эмбу.
В 1635 году калмыки, вытеснив ногаев, распространились по левому берегу Волги от Астрахани до Самары.
В 1640 году Хо-Урлюк с двумя сыновьями, Шукур-Дайчином и Йельденом, ездил на всемонгольский съезд в Джунгарию, в предгорья Тарбагатайского хребта. Здесь ойратские и монгольские тайши заключили мирный договор и утвердили общие законы — Степное Уложение. Хо-Урлюк выдал одну свою дочь замуж за Эрдэни-Батура, основателя Джунгарского ханства, а другую за главу дербетских чоросов — Далай-Батыра.
В 1644 году Хо-Урлюк погиб во время кавказского похода калмыков. Преемником стал его старший сын Шукур-Дайчин. В 1651 году русские послы привезли из Кабарды останки Хо-Урлюка и других тайшей и, передали их калмыкам.

## Семья
У Хо-Урлюка было 12 детей, 6 сыновей и 6 дочерей. Его дочь Юм-Агас была женой Эрдэни-Батура. Его внуками по линии дочери являются Сенге и Галдан-Бошогту. Уде-Агас вышла замуж за Очирту-Цецен-хана. Другая дочь вышла за представителя дербетских чороссов Далай-Батыра. Еще одна дочь вышла за чингизида Ишима, сына сибирского хана Кучума.

## Память
- Конный памятник Хо-Урлюку установлен в Цаган Амане.